# Abyaneh
Abyaneh (in persiano ابيانه‎) è un villaggio di montagna vicino a Natanz, nella provincia di Esfahan, in Iran. Al censimento del 2006 la sua popolazione era di 305 persone, in 160 famiglie. Il villaggio è uno dei più antichi in Iran e attrae numerosi turisti iraniani e stranieri per tutto l'anno, soprattutto durante le feste e le cerimonie tradizionali.
È sito ai piedi del Monte Karkas alto 3899 m., su una vallata le cui caratteristiche geografiche lo ha mantenuto pressoché isolato fino ad oggi. L'estensione dell'abitato è orientato a est in modo da beneficiare del maggior numero di ore di sole e ridurre gli effetti dei venti invernali.
Abyaneh risulta essere l'unico villaggio dove ancora sopravvive una forma moderna dell'antica lingua dei Medi (antenati dei Curdi), idioma un tempo parlato dall'Anatolia all'Iran, altrimenti scomparsa.

## Economia
Il magro reddito degli abitanti è tratto principalmente da un'agricoltura di montagna ostacolata dalla configurazione fisica del luogo, e dalle vendite ai turisti dei prodotti locali e dell'artigianato. La reale forza motrice, poco costosa, è quella dell'asino, utilizzato per tutti i tipi di attività sui sentieri scoscesi e inadatti al passaggio dei veicoli a motore.

## Turismo

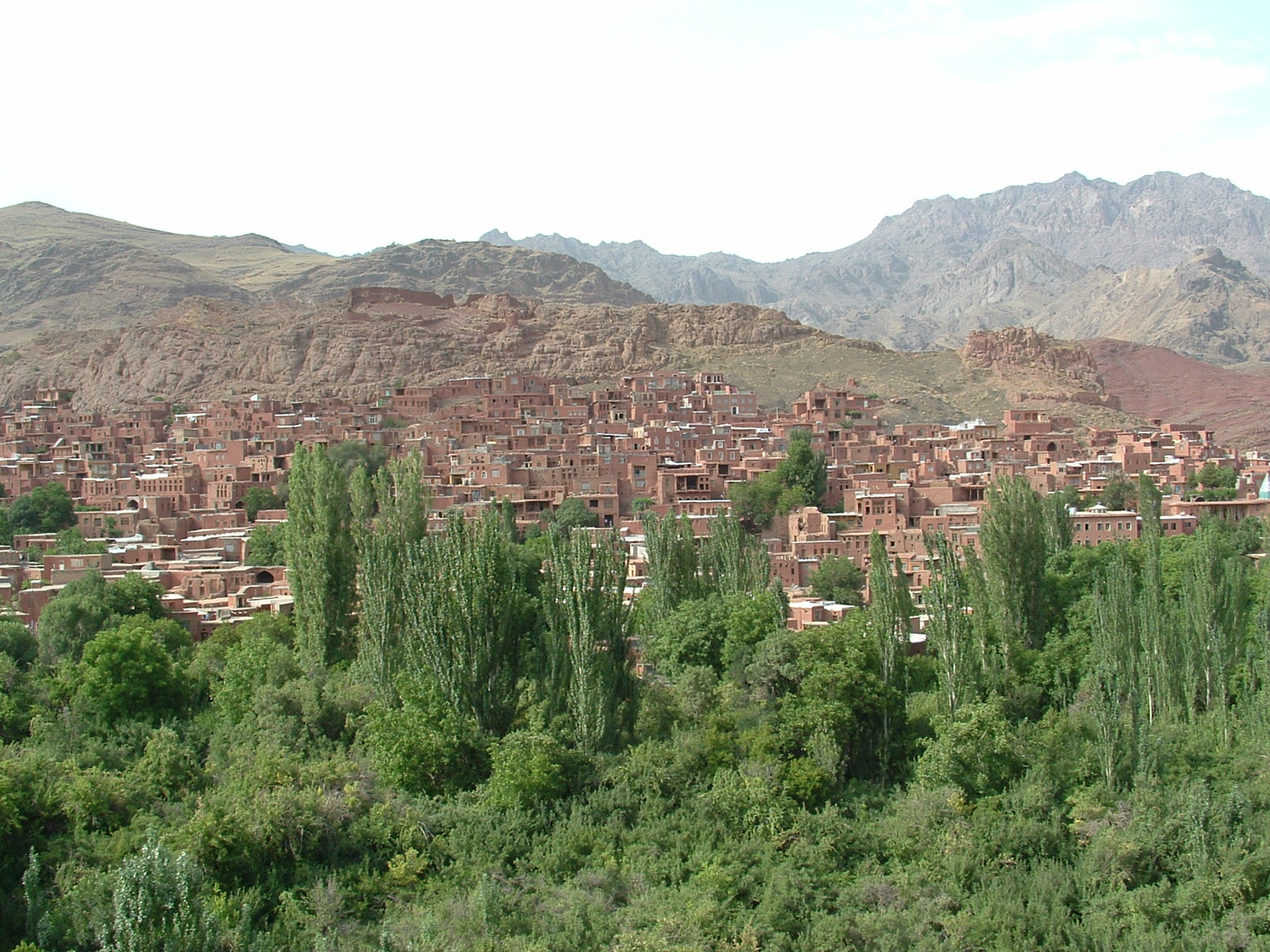
Panorama di Abyaneh dalla valle sottostante

Abyaneh si caratterizza per il colore ocra delle case, legato al terreno ricco di ossidi di ferro. Le abitazioni sono in realtà costruite con mattoni crudi, ottenuti da un impasto di acqua, paglia, e terreno argilloso. Finestre e balconi mantengono ancora l'antico stile di un tempo.

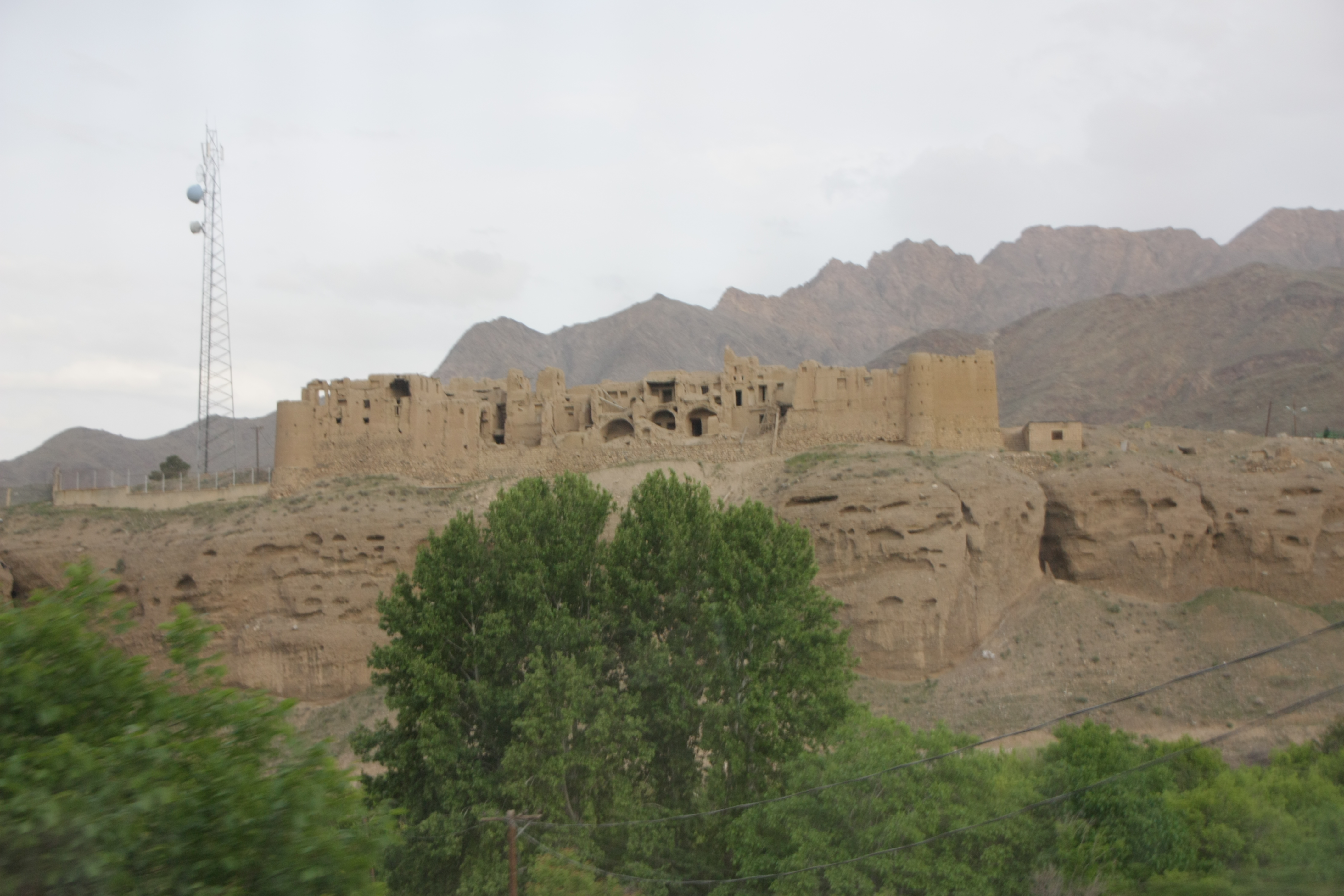
Castello di Abyaneh poco fuori dal villaggio

Il paese è noto anche per i colorati costumi tradizionali indossati dalle donne del paese, le cui origini sono molto antiche. Una donna di Abyaneh indossa di solito una lunga sciarpa bianca (che copre le spalle e la parte superiore del tronco), che ha un modello colorato e una gonna sotto il ginocchio. Le persone hanno costantemente mantenuto questo costume tradizionale.
Il dialetto del popolo di Abyaneh ha conservato alcune caratteristiche della lingua Media, l'antico linguaggio dell'Impero dei Medi ormai scomparso in tutto il paese.
Una fortezza sassanide domina il borgo poco distante dal paese. mentre al suo interno si trova il trecentesco Imamzadeh-ye Yahya, con il tetto in ceramiche azzurre e il Santuario di Zeyaratgah con una vasca per le abluzioni. È presente anche l'antichissimo tempio di fuoco zoroastriano Harpak, che dovrebbe risalire all'era Achemenide (550-330 a.C.) e rinnovato in epoca Sasanidi. Al piano inferiore della moschea Porzadeh si trova un antico tempio del fuoco in cui è presente un vecchio mirhab.
Consapevole del valore del patrimonio del paese, che è tra i più antichi del paese, l'Organizzazione del patrimonio culturale dell'Iran ha lanciato dal 1995 un programma di restauro delle case, alcune delle quali sono in cattive condizioni. Dal giugno 2005, il villaggio è stato sottoposto a degli scavi archeologici per la prima volta in assoluto, a seguito di un accordo tra l'Abyaneh Research Center e il Centro Ricerche Archeologiche del Patrimonio e del turismo dell'Organizzazione iraniana della cultura (Ichto).

## Galleria d'immagini

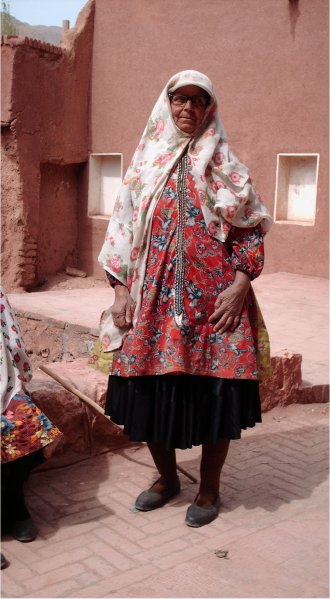
Costume tradizionale di Abyaneh
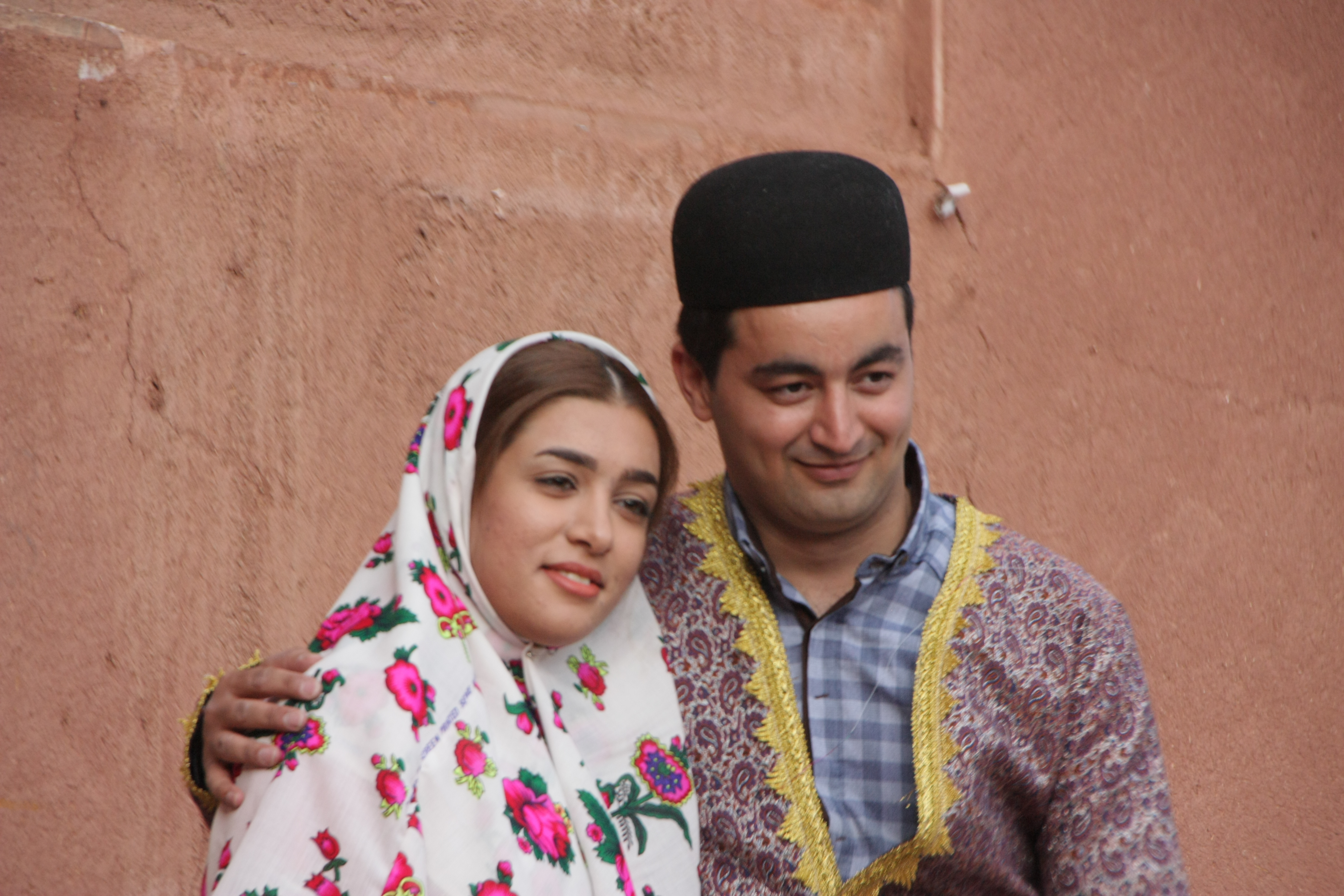
Coppia in abiti tradizionali
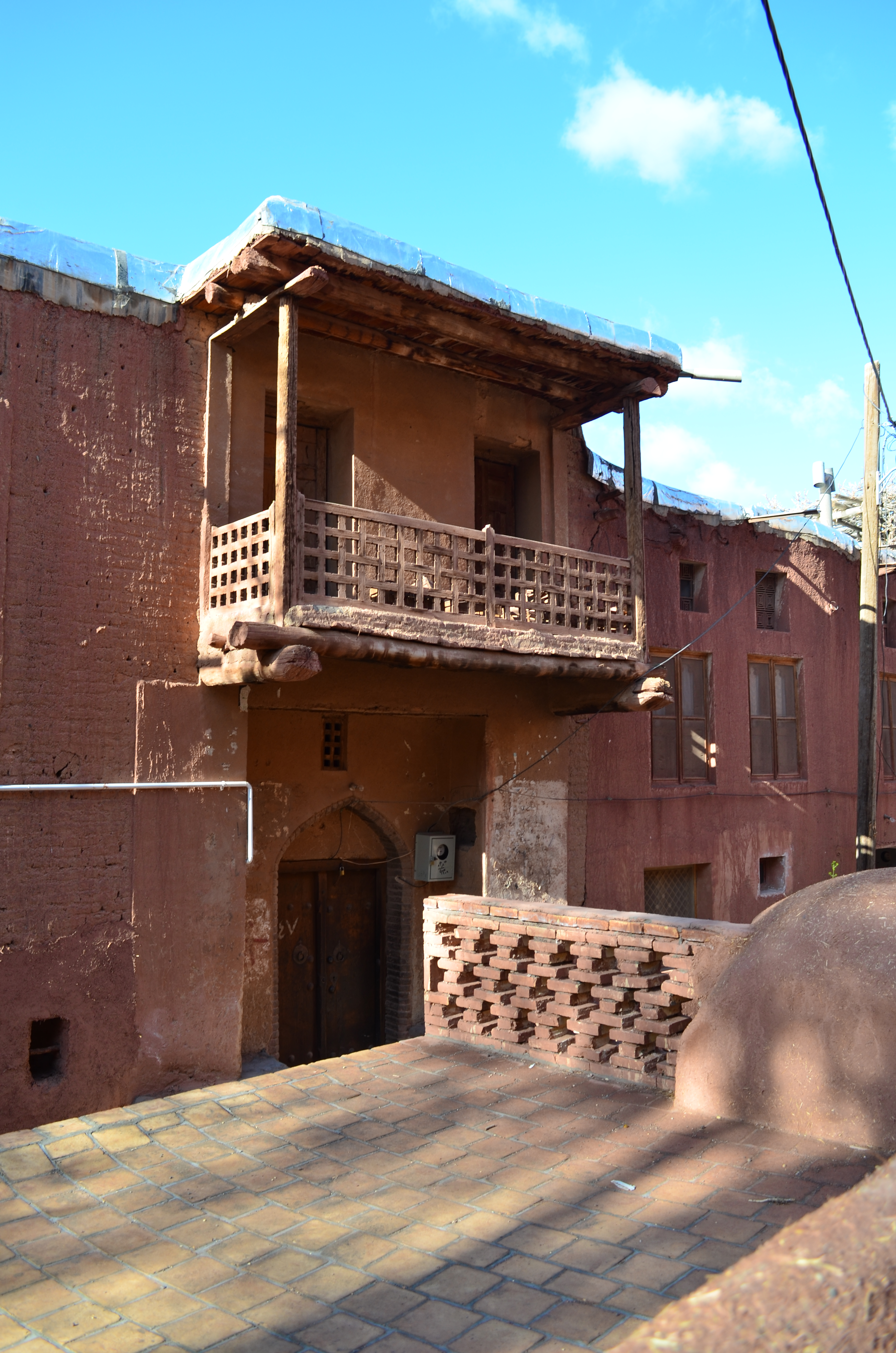
abitazione tradizionale
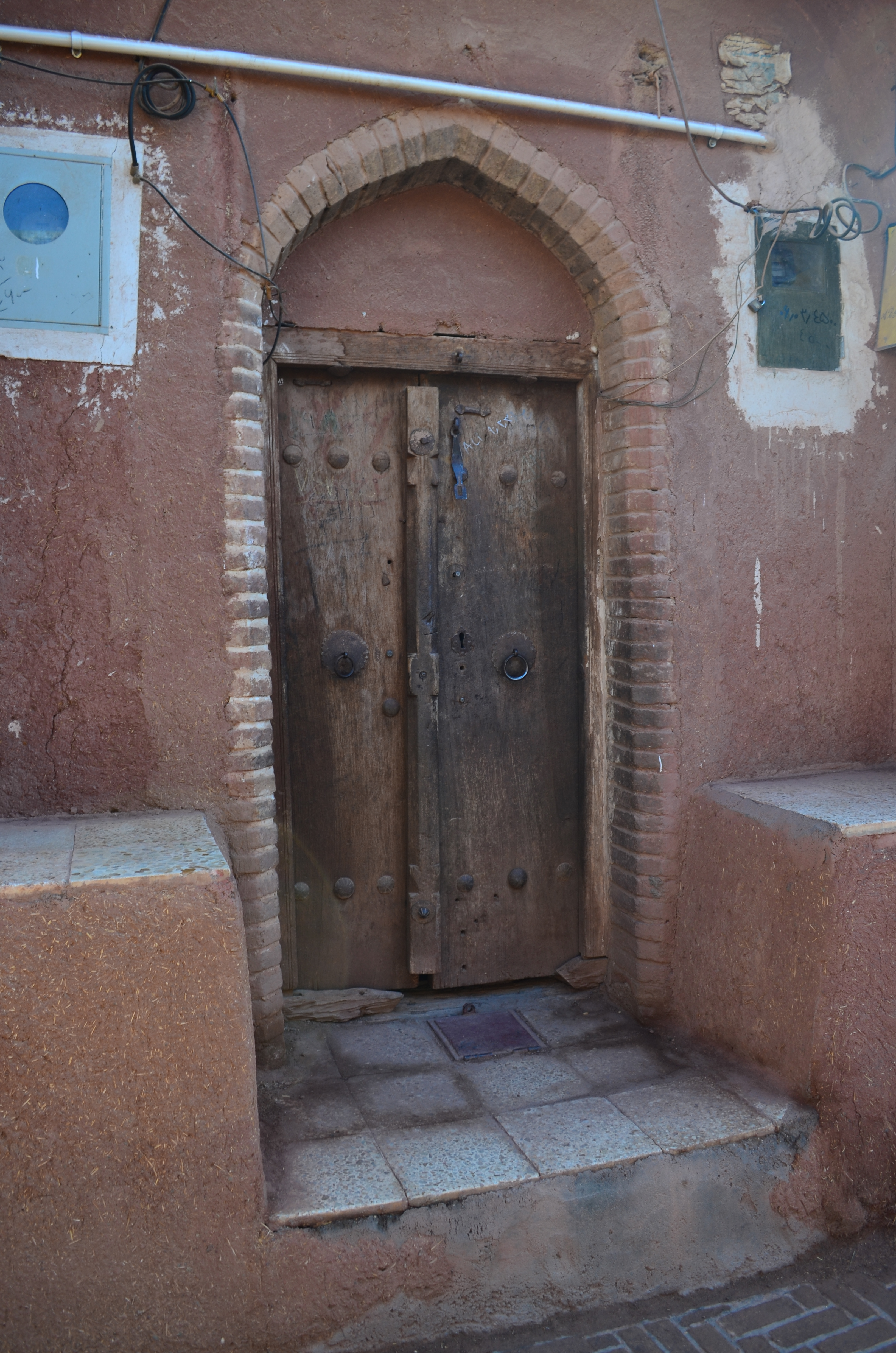
Ingresso di un'abitazione
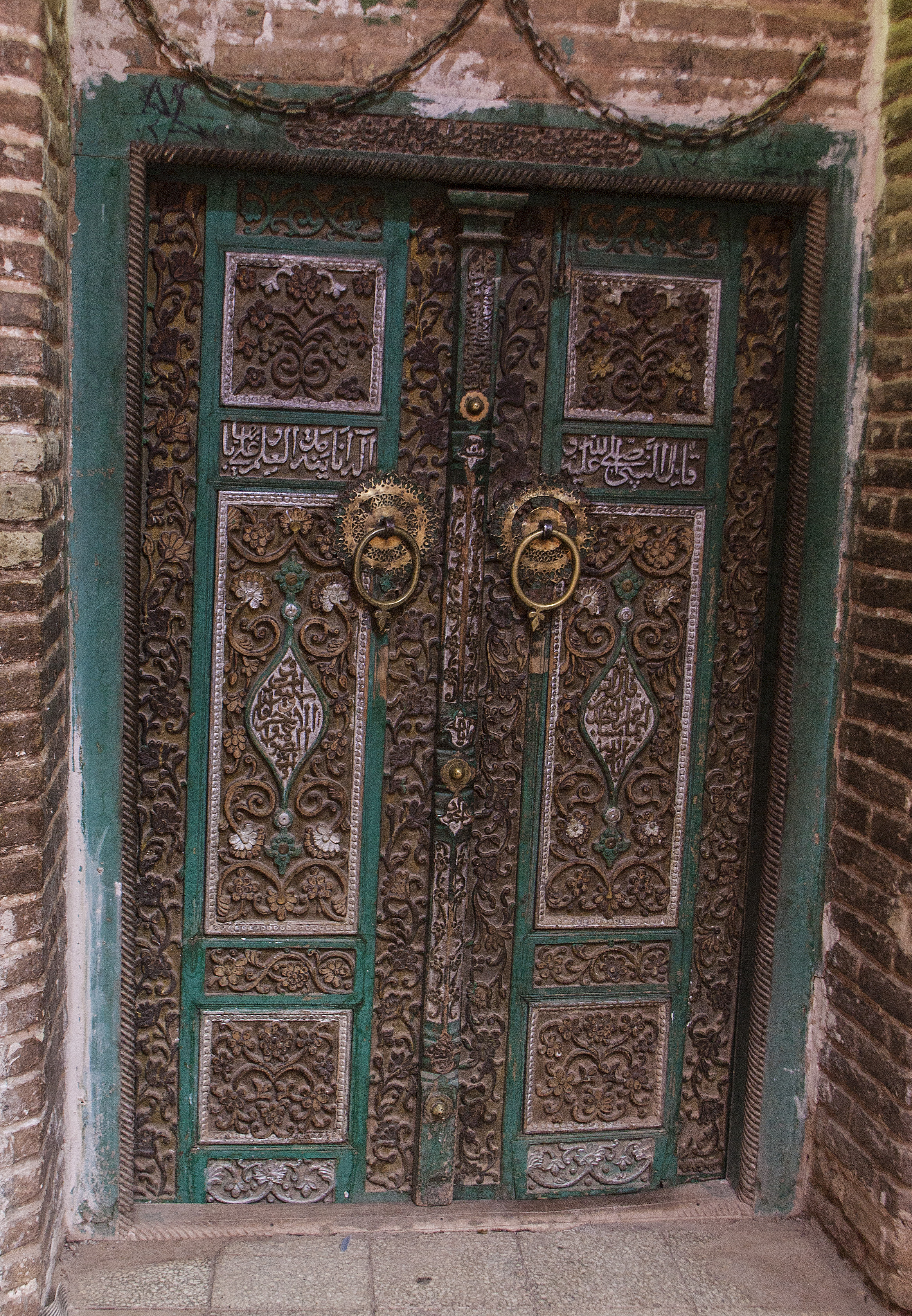
Portone decorato
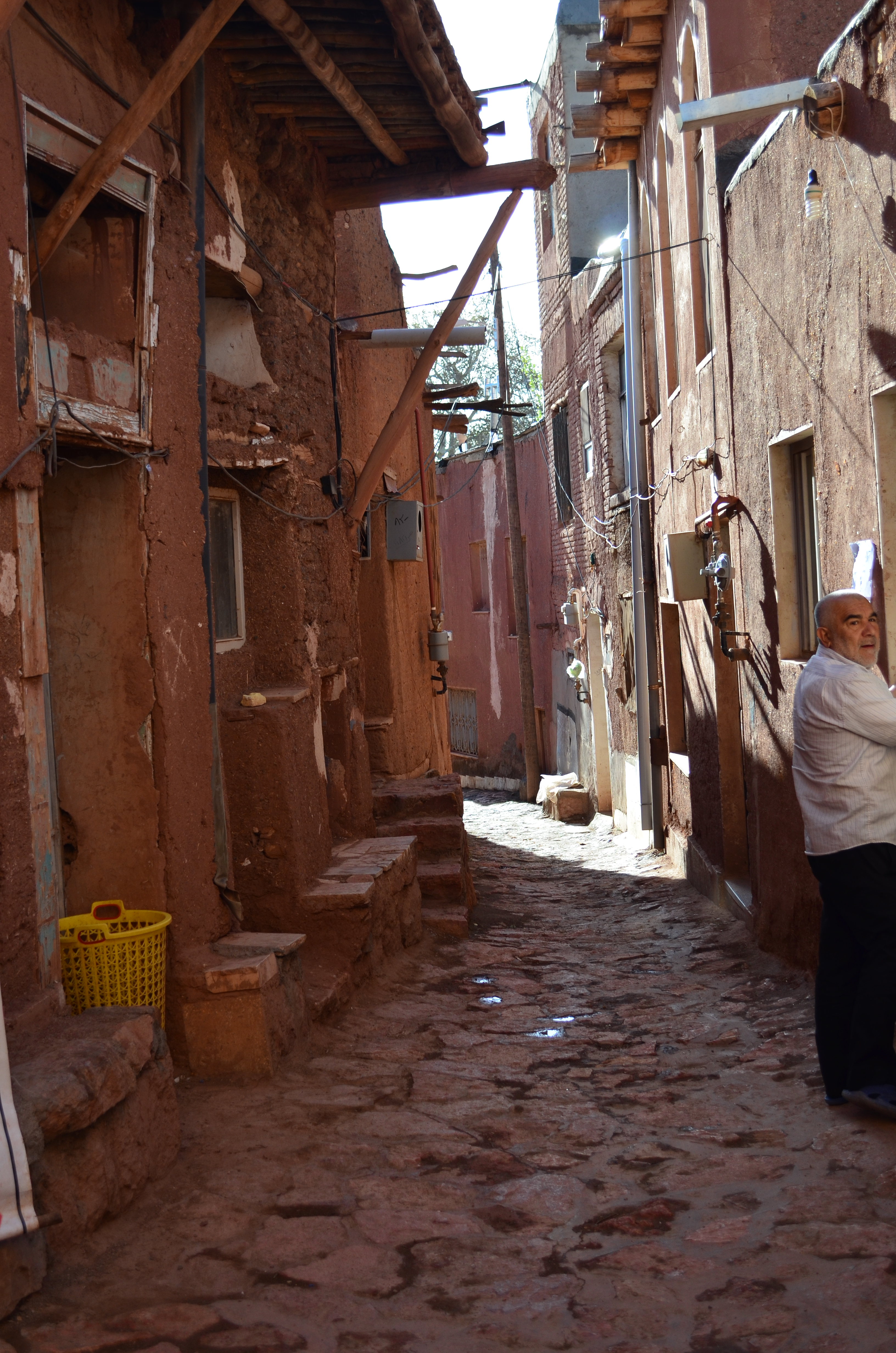
Stradina del villaggio
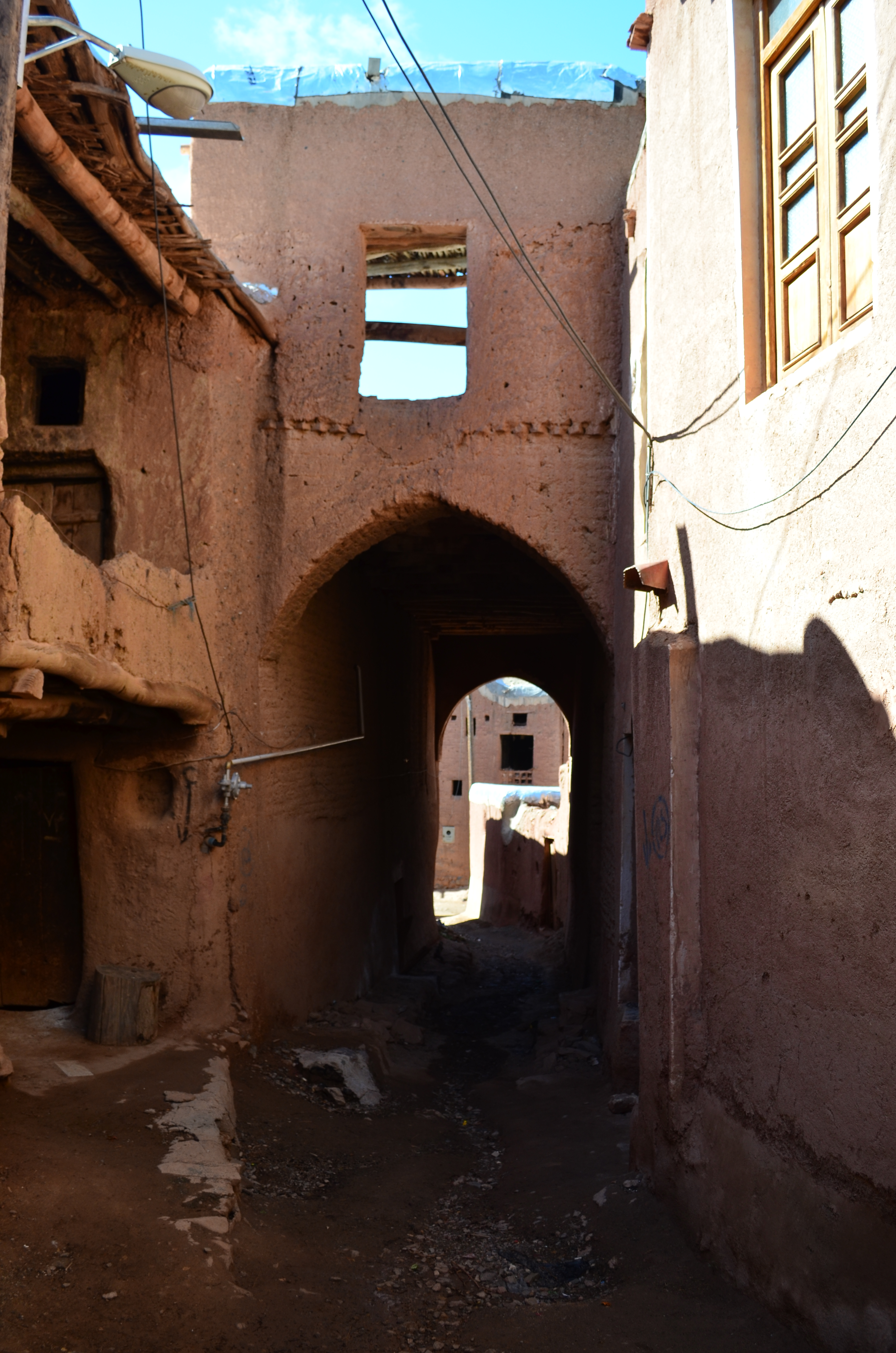
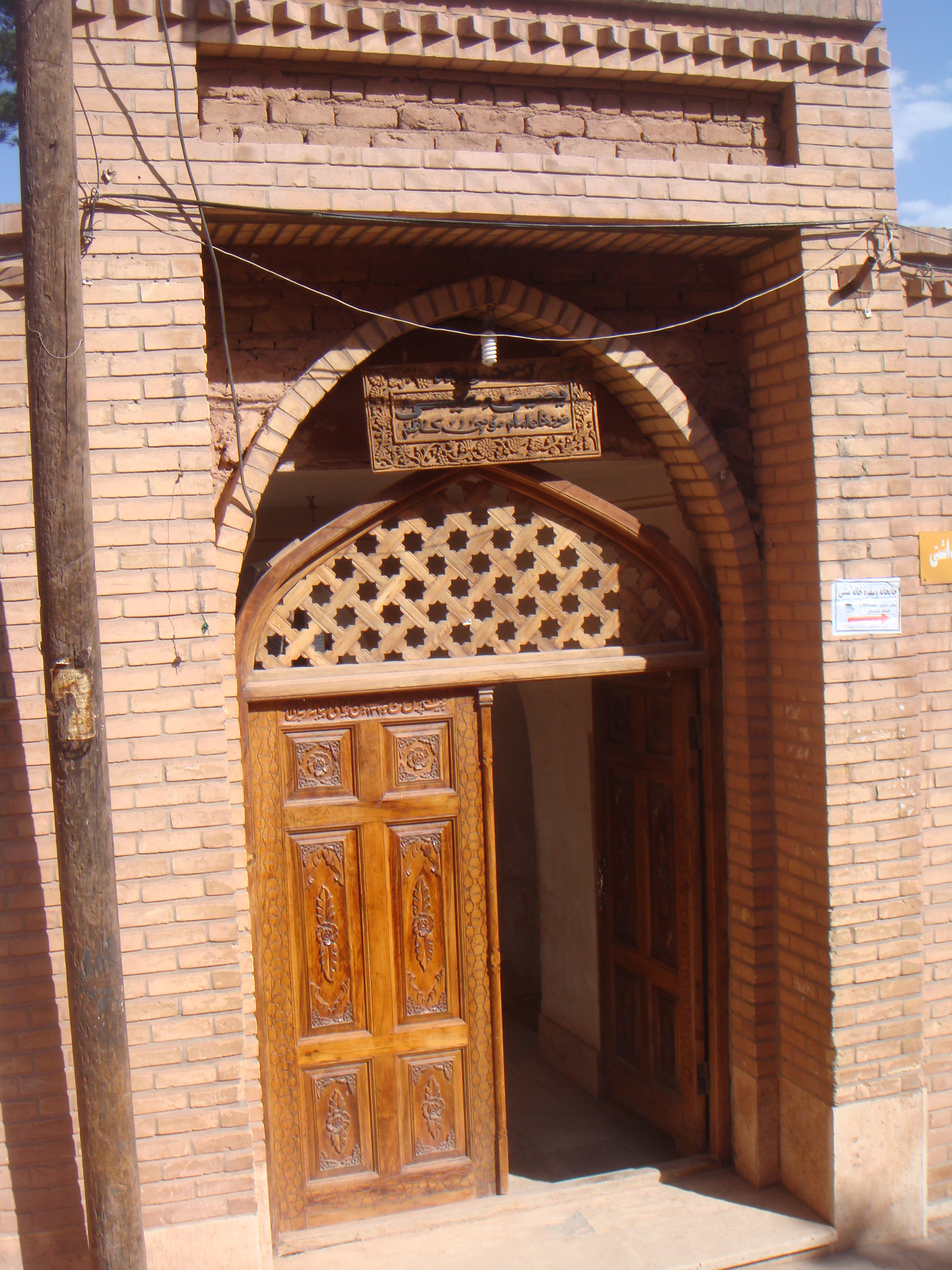
Ingresso della moschea del venerdì
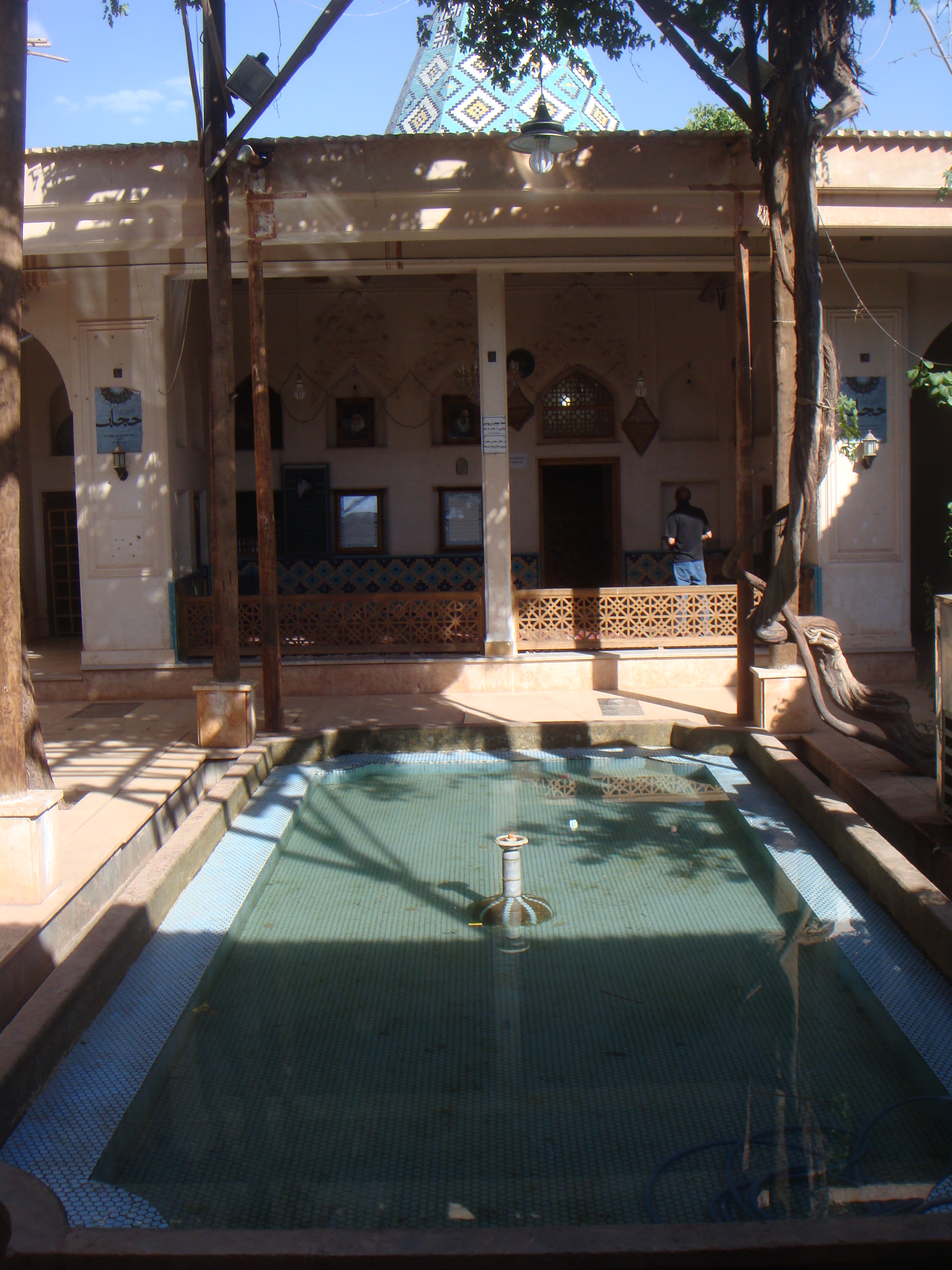
Moschea del venerdì
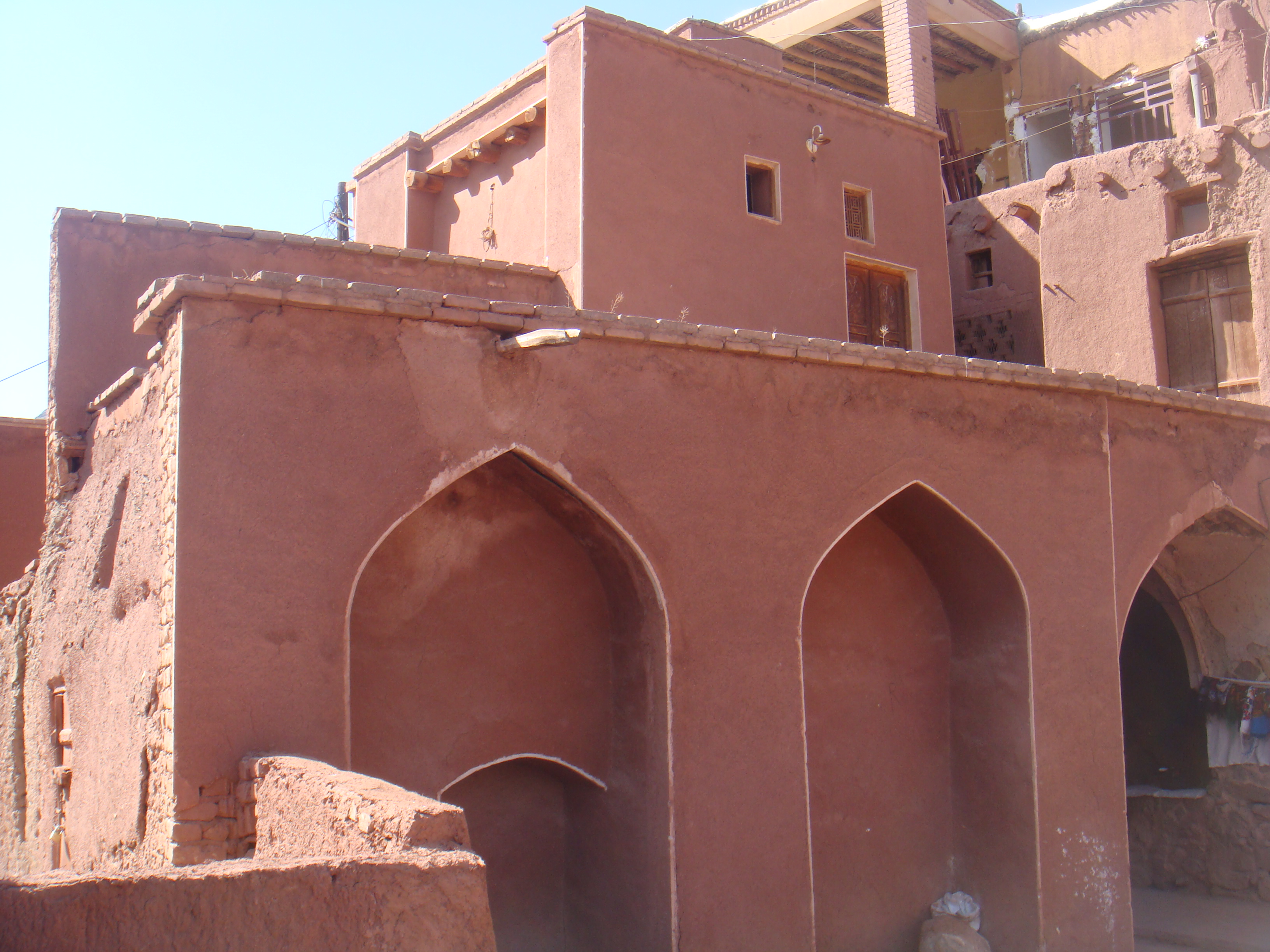
Harpak tempio di fuoco
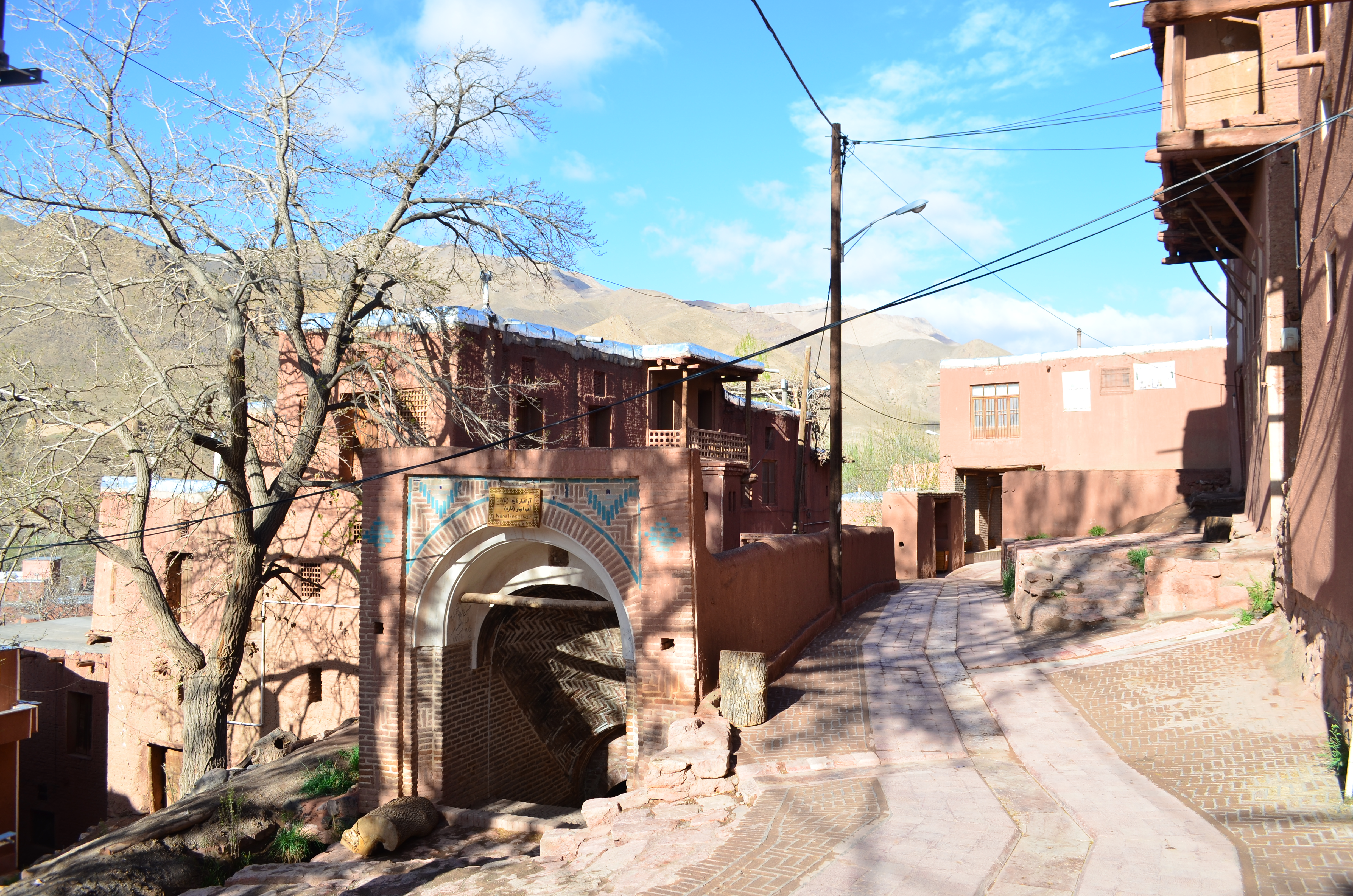
Sar-dar cioè l'ingresso all'Ab anbar di Abyaneh